# Isola di Tyrtov
L'isola di Tyrtov (in russo Остров Тыртов, ostrov Tyrtov) è un'isola russa del gruppo delle isole Vostočnye che fanno parte dell'arcipelago di Nordenskiöld e sono bagnate dal mare di Kara.
Amministrativamente appartiene al distretto di Tajmyr del Territorio di Krasnojarsk, nel Distretto Federale Siberiano.

## Geografia
L'isola è una delle maggiori ed è la più meridionale del gruppo, si trova inoltre all'estremo sud-est dell'arcipelago di Nordenskiöld e a circa 35 km dalla terraferma. La sua punta nord, capo Karluk (мыс Карлука), è vicinissima al capo Dolgij (мыс Долгий) dell'isola di Bianki. A sud-ovest lo stretto di Matisen (пролив Матисена) la separa dall'isola Tajmyr e dalle gruppo di isole adiacenti ad essa. Lo stretto di Lenin (пролив Ленина, proliv Lenina) ad ovest la separa dalle isole di Pachtusov.
A est di Tyrtov ci sono due piccole isole: l'isola di Železnjakov (остров Железнякова), una piccola isola rocciosa, a circa 500 m di distanza, e l'isola di Lovcov (остров Ловцова), circa 3 km a est dalla precedente.
L'isola di Tyrtov, ha una forma molto irregolare con baie, penisole e promontori; è lunga circa 16 km da capo Karluk a capo Vychodnoj (мыс Выходной); la sua larghezza varia da poche centinaia di metri a 5–6 km nella parte meridionale.
Le baie dell'isola sono: la Južnaja (бухта Южная), a sud, tra capo capo Vychodnoj e capo Bartlett (мыс Бартлетта); la baia Nord (бухта Норд), a ovest, tra capo Olenij (мыс Олений) e capo Melville (Мельвилль, Mel'vill’); la baia di Nedzveckij (бухта Недзвецкого), a est, tra l'isola di Železnjakov e la penisola Galečnyj (полуостров Галечный).
La maggior parte dell'isola è composta da basse rocce piatte con delle colline alte dai 12 ai 37 m (il punto più alto è a sud-ovest). Sull'isola ci sono piccoli torrenti stagionali e piccoli laghi, per lo più di tipo lagunare e stagnante. Alcune sezioni dell'isola, in prossimità di capo Melville e nella parte sud-est, sono parzialmente sommerse. Le coste sono prevalentemente pianeggianti, ci sono delle scogliere a nord di capo Bartlett.
Come il resto dell'arcipelago, fa parte della Riserva naturale del Grande Artico dal 1993.

## Storia
L'isola fu scoperta nel 1901 dalla spedizione guidata dal barone Eduard von Toll sulla scuna Zarja, e venne così chiamata in onore dell'ammiraglio russo Pavel Petrovič Tyrtov (Павел Петрович Тыртов, 1836-1903). Inizialmente fu chiamata Tyrtov solo la parte settentrionale dell'isola, che von Toll credeva un'isola separata, ma nel 1939 il nome fu esteso a tutta l'isola.
Nel 1940, fu fondata sulla penisola Galečnyj la stazione polare Tyrtova, che è ora inattiva. Ha operato come stazione meteorologica dal 1940-1975.
Alcune caratteristiche geografiche dell'isola hanno preso il nome di personaggi famosi: capo Melville, in onore dell'esploratore artico statunitense George Wallace Melville e la baia Nedzveckij in onore del sovietico Iosif Markovič Nedzveckij (Иосиф Маркович Недзвецкий, 1908-1959), macchinista sulle rompighiaccio G. Sedov ed Ermak, e insignito della medaglia dell'Ordine di Lenin.